# Skrædderholm
Skrædderholm, auch Skrædderholmen, ist eine künstlich aufgeschüttete Insel an der Mündung der Kalveboderne in der Køge Bugt. Sie wurde im Rahmen des Baus des Amagermotorvejen angelegt, um die Straße über die Kalveboderne zu führen. Der westlich der Insel verlaufende Kanal wird auch als Sorterenden bezeichnet.
Die Insel gehört zu Kopenhagen und wird kaum genutzt. Sie kann nur vom Wasser, zu Fuß oder mit dem Fahrrad erreicht werden. Fuß- und Fahrradweg führen entlang der Autobahnbrücken Kalvebodbroerne und Sorterendebroen, sodass die Insel sowohl von Amager als auch von Hvidovre aus erreicht werden kann. Unter den Autobahnbrücken finden sich manchmal Angler ein. Auf der Insel befindet sich die Holzskulptur Lange Liv ⊙, die zu einer Serie von im ganzen Land verteilten gigantischen Trollen des Künstlers Thomas Dambo gehört.